# Manx Electric Railway
Manx Electric Railway er en mellembys-sporvejslinje på Isle of Man.
Linjen åbnede 7. september 1893. Den er 914 mm-sporet.

## Udvalgte stop
- Derby Castle, Douglas
- Groudle
- Baldrine
- Ballageg statioon
- South Cape
- Laxey (I 2008 køres kun til Laxey.)
- Minorca station
- Dhoon
- Ballaglass
- Ballajora
- Ramsey station

Strækning på 27,2 km.